# Gnoriste longirostris
Gnoriste longirostris är en tvåvingeart som beskrevs av Siebke 1863. Gnoriste longirostris ingår i släktet Gnoriste och familjen svampmyggor. Arten är reproducerande i Sverige. Inga underarter finns listade i Catalogue of Life.